# Тобі-Мару
Тобі-Мару (983) — транспортне судно, яке під час Другої світової війни брало участь у операціях японських збройних сил на Тихому океані.
Судно спорудили як MV Tobelo в 1930 році на нідерландській верфі Van Der Giessen C. & Zonen — Scheepswerf De Hoop у Крімпен-ан-ден-Ейссел для компанії Koninklijke Paketvaart Mij.
21 лютого 1942-го MV Tobelo поблизу Купангу (острів Тимор) захопили японці, які перейменували його на «Тобі-Мару». Судно й далі ходило по Нідерландській Ост-Індії, зокрема відомо, що 27—29 травня 1943-го воно прямувало в конвої з Балікпапану до Таракану (два центри нафтовидобувної промисловості на східному узбережжі Борнео), а 19 грудня 1943-го прибуло в конвої до Макассару (південно-західний півострів острова Сулавесі).
29 травня 1945-го «Тобі-Мару» вийшло з Сурабаї (головна база на сході острова Ява) до Балікпапану в супроводі мисливця за підводними човнами CH-5. 1 червня в північній частині Яванського моря «Тобі-Мару» двічі невдало атакував американський підводний човен USS Chub. Втім, тієї ж доби в районі дещо більше ніж за сотню кілометрів від південно-східного завершення Борнео «Тобі-Мару» уразив однією торпедою та потопив британський підводний човен HMS Tiptoe, загинуло 3 члени екіпажу транспорта. CH-5 скинув 13 глибинних бомб, що пошкодили торпедні апарати та сонар HMS Tiptoe і змусили субмарину повернутись до Фрімантлу.